# Campionati del mondo di corsa in montagna 1991
I Campionati del mondo di corsa in montagna 1991 si sono disputati a Zermatt, in Svizzera, l'8 settembre 1991 sotto il nome di "World Trophy". Il titolo maschile è stato vinto da Jairo Correa, quello femminile da Isabelle Guillot. A livello maschile è stato disputato pure un "World Trophy" sulla distanza ridotta "Short".

## Uomini Seniores "Long distance"
Individuale
| Pos.    | Atleta              | Nazione  | Tempo    |
| ------- | ------------------- | -------- | -------- |
| Oro     | Jairo Correa        | Colombia | 1h24'28" |
| Argento | Jean Paul Payet     | Francia  | 1h26'20" |
| Bronzo  | Francisco Sanchez   | Colombia | 1h27'08" |
| 4       | Helmut Schmuck      | Austria  | 1h28'24" |
| 5       | Costantino Bertolla | Italia   | 1h28'34" |
| 6       | Davide Milesi       | Italia   | 1h28'52" |
| 7       | Peter Schatz        | Austria  | 1h28'54" |
| 8       | Christian Aebersold | Svizzera | 1h28'55" |
| 9       | Marco Toini         | Italia   | 1h29'02" |
| 10      | Peter Gschwend      | Svizzera | 1h29'08" |

Squadre
| Pos.    | Squadra  | Punti |
| ------- | -------- | ----- |
| Oro     | Italia   | 20    |
| Argento | Austria  | 22    |
| Bronzo  | Colombia | 25    |

## Uomini Seniores "Short distance"
Individuale
| Pos.    | Atleta          | Nazione  | Tempo  |
| ------- | --------------- | -------- | ------ |
| Oro     | John Leniham    | Irlanda  | 54'12" |
| Argento | Marius Hasler   | Svizzera | 54'45" |
| Bronzo  | Woody Schoch    | Svizzera | 55'02" |
| 4       | Robin Bryson    | Irlanda  | 55'07" |
| 5       | Renatus Birrer  | Svizzera | 55'11" |
| 6       | Fabio Ciaponi   | Italia   | 55'17" |
| 7       | Andrea Agostini | Italia   | 55'25" |
| 8       | Paolo Agostini  | Italia   | 55'39" |
| 9       | Dieter Ranftl   | Germania | 55'50" |
| 10      | Thierry Icart   | Francia  | 55'59" |

Squadre
| Pos.    | Squadra  | Punti |
| ------- | -------- | ----- |
| Oro     | Svizzera | 10    |
| Argento | Italia   | 21    |
| Bronzo  | Irlanda  | 31    |

## Uomini Juniores
Individuale
| Pos.    | Atleta         | Nazione        | Tempo  |
| ------- | -------------- | -------------- | ------ |
| Oro     | Ulrich Steidl  | Germania       | 39'25" |
| Argento | Markus Kröll   | Austria        | 39'45" |
| Bronzo  | Dario Fracassi | Italia         | 40'18" |
| 4       | Turati Silvano | Svizzera       | 40'33" |
| 5       | Ondrej Valenta | Cecoslovacchia | 40'46" |
| 6       | Raphael Neyret | Francia        | 40'51" |
| 7       | Oliver Michels | Francia        | 41'14" |
| 8       | Elmar Hugo     | Svizzera       | 41'21" |
| 9       | Simone Lenzi   | Italia         | 41'29" |
| 10      | Simone Pagani  | Italia         | 41'38" |

Squadre
| Pos.    | Squadra  | Punti |
| ------- | -------- | ----- |
| Oro     | Italia   | 22    |
| Argento | Germania | 38    |
| Bronzo  | Svizzera | 38    |

## Donne Seniores
Individuale
| Pos.    | Atleta           | Nazione  | Tempo  |
| ------- | ---------------- | -------- | ------ |
| Oro     | Guillot Isabelle | Francia  | 41'00" |
| Argento | Manuela Di Centa | Italia   | 43'02" |
| Bronzo  | Annie Mougl      | Francia  | 43'09" |
| 4       | Eroica Spiess    | Svizzera | 44'20" |
| 5       | Monika Graf      | Svizzera | 44'24" |
| 6       | Mariko Ducret    | Svizzera | 45'09" |
| 7       | Maria Cocchetti  | Italia   | 45'29" |
| 8       | Elisabeth Rust   | Austria  | 46'03" |
| 9       | Gaby Schütz      | Svizzera | 46'04" |
| 10      | Barbara Guerike  | Germania | 46'25" |

Squadre
| Pos.    | Squadra  | Punti |
| ------- | -------- | ----- |
| Oro     | Francia  | 14    |
| Argento | Svizzera | 15    |
| Bronzo  | Italia   | 22    |

## Medagliere
| Posizione | Paese    | Oro | Argento | Bronzo | Totale |
| --------- | -------- | --- | ------- | ------ | ------ |
| 1         | Italia   | 2   | 2       | 2      | 6      |
| 2         | Francia  | 2   | 1       | 1      | 4      |
| 3         | Svizzera | 1   | 2       | 2      | 5      |
| 4         | Germania | 1   | 1       | 0      | 2      |
| 5         | Colombia | 1   | 0       | 2      | 3      |
| 6         | Irlanda  | 1   | 0       | 1      | 2      |
| 7         | Austria  | 0   | 2       | 0      | 2      |